# Шлях (теорія графів)
Шля́х (в теорії графів) — ланцюг, всі ребра якого орієнтовані в напряму руху від початкової до кінцевої вершини ланцюга.
Шлях позначають символом μ(x0, xl) = (u1, u2, …, ul), де дуга ui інцидентна вершинам xi-1 та xi.
Шлях, в якому будь-яка вершина не зустрічається двічі, називається елементарним.
Якщо xi та xj — деякі вершини графу, для яких існує шлях μ(xi, xj) то вершина xj досяжна із вершини xi, а вершина xi — зворотно досяжна із вершини xj. Множина всіх досяжних із xi вершин позначається символом D(xi), а зворотно досяжних — D−1(xi). Для будь-якої множини A вершин визначається досяжна множина
{\displaystyle D(A)=\cup _{x\in A}D(x)}.
Аналогічно визначається зворотно досяжна множина D−1(A).
Шлях, що містить всі дуги орієнтованого графу, називається ейлеровим.